# Twink (từ lóng)

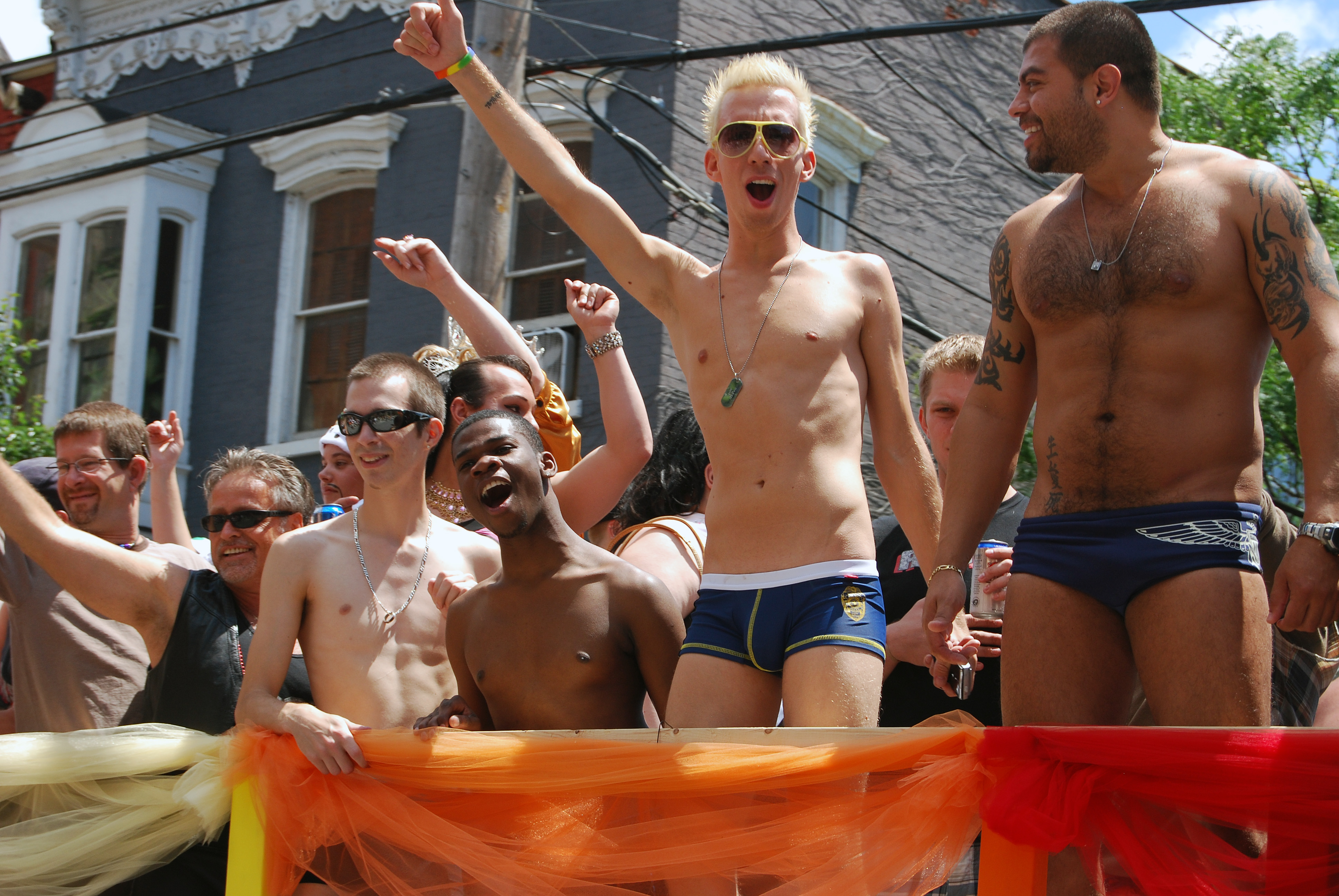
Những người đàn ông trong cuộc diễu hành đồng tính tại Albany, New York vào tháng 6 năm 2009. Người thứ hai từ phải sang được coi là twink với vóc dáng hơi gầy.

Twink là từ lóng LGBT chỉ những người nam đồng tính trẻ (từ khoảng cuối những năm tuổi teen đến đầu những năm 20 tuổi) có vóc dáng gầy đến trung bình, mặt và cơ thể ít lông, ngoại hình trẻ hơn so với tuổi. Từ điển Oxford cho rằng từ twink xuất hiện từ khoảng những năm 1970.